# Phyllotreta crassicornis
Phyllotreta crassicornis es una especie de insecto coleóptero de la familia Chrysomelidae. Fue descrita científicamente en 1866 por Allard.